# Megaselia rufipennis
Megaselia rufipennis är en tvåvingeart som först beskrevs av Macquart 1835.  Megaselia rufipennis ingår i släktet Megaselia och familjen puckelflugor. Inga underarter finns listade i Catalogue of Life.